# Голяма вода
Голяма вода е село в Североизточна България. То се намира в община Самуил, област Разград.

## География
Отстои на 14 км североизточно от Самуил, разположено на 43 0 и 34 мин. с.ш. и 26 0 и 50 мин.и.д., на източната страна на река Сенковец на 334 м надморска височина. Площта на селото обхваща 481 дка, а населението ѝ наброява 409 души към 2001 г. Площта на землището е 9248,102 дка. Западно от селото минава жп линия Самуил – Силистра. Източната граница на землището на селото е резерватът Паламара. Селото е богато на подпочвена вода, поради което тук е изградена помпена станция.
Преобладаващите почви са оподзолен чернозем. В селото се пресичат пътища, водещи към Шумен, Разград и Исперих.

## История
Сведения за наличието на старо поселище от тракийско време ни дават откритите в района на помпената станция при извършване на изкопни работи за направа на резервоар и каптирането на водата урни с трупоизгаряне и гробни дарове от керамични съдови и дребни предмети. При иманярски изкопи в края на 80–те г. на ХХ век също са открити такива следи. В местността „Даллъ кору“ е регистрирано римско селище.
Открити са и 3 малки надгробни могили. До реката в посока към с. Кривица се намира голямата Съзлъшка селищна могила. Много е вероятно по долината да е минавал стар път, който да се е свързвал с главния път Русе – Разград – Девня – Варна. Не са известни данни за съществуване на селище в периодите на Първата и Втора български държави.
Не е открит османски документ за селото. Според чутото от стари хора селото е основано около 1860 г. от пришълец от село Ясенково, който се казвал Хасан, оттам и селището било наречено Хасан махла. Според цитирани турски източници, в книгата си Делиорман, Улусой изтъква, че сред преселниците от Анадола е имало джемат Хасанлар, които вероятно са основали селото.
От Хасан махла в Голяма вода селото е преименувано на 7.XII.1934 г. с Министерска заповед № 3775. Присъединява се през 1955 г. към община Хърсово. Някои от кметовете са Идриз Ахмедов /1981/, Реджеб Ефраим /1991 – 1995/, Лейля Махмуд /1995 – 1999 г./, Исмет Шабан /1999 – 2007 г./
В селото има джамия, която според населението е от 1879 г. Тя изгоря от пожар на 29.07.1998 г., след което с помощта на дарения от частни лица и общината бе възстановена до 2001 г. В селото не е имало църква, а била построена тухлена камбанария, която по-късно е заменена с нова. Турското училище се е помещавало в двора на джамията. Според данни от регистъра е разполагало със 160 дка земя, които след закриването на турските училища са прехвърлени на единното училище.

## Културни и природни забележителности
Според ръкописа от 26.12.1974 г. в читалището от Цоло Гетов Цолов, бивш жител на селото, читалището е учредено след Първата световна война, през 1919 г. или 1920 г. по инициатива на Тодор Коев от Хърсово – учител в селото. Идеята била подхвърлена при празнуването на Никулден, а оттам и кръщаването му с Народно читалище „Св. Никола“. Членовете на първото настоятелство са били Тодор Коев, Нико Стоянов, Гето Цолев, Начо Иванов и др. Първоначално читалището съществувало само на книга, през 1924 г. са преустроили една малка стая при ковача Адем уста, където са направили пейки, закачили табелата на читалището и започнали да се събират на игри и разговори. Започват да организират различни вечеринки, коледуване и др. Абонират се за вестници и списания, сдобиват се с 10 дка читалищна земя. През 1933 г. се вземе решение новооткрития магазин на кооперацията и читалището да се помещават в мазето на къщата на Стефан Марков. Стаята се измазва и се подковава с дюшеме, поставят се пейки, голяма маса и шкаф за книгите, вестниците и списанията. При планиране на селото се отреждат парцели за читалище, община, кооперация и др. През 1934 г. се изгражда кооперативния дом, оформя се площад след разрушаване на джамията в центъра на селото. На едно годишно събрание се взема решение за строеж на читалищен дом. След много усилия архитект Заяков от Шумен изготвя проект на сградата. Издейства се българското население да отработи трудовата си повинност от 10 дена при строежа на читалището. Каменарите Кольо Йолов, Петко Василев, Стефан Гетов, Генчо Колев, Петко Йолов и др. изваждат от „Градежлика“ над 100 кубика камъни, тухларите приготвят над 25 000 тухли, каруцарите докарват от с. Черна пясък, Георги Стоянов заедно с трудоваци изпича вар и под ръководството на Пенчо Колев и Горан Петров строежът започва и се завършва в периода 1937 – 38 г. Изсичат се тополи за направа на дюшемето, но не достигат пари. Тогава читалището става колективен член на кооперацията, която отпуска 10 000 лв. заем. Със средства от хората се събират 100 стола и читалищната сграда започва да се използва. През годините от 1931 до 1940 г. се представят пиесите „Вампир“, „Майстори“, „Скакалци“, „Вражалец“, „Големанов“ и др. В тях участват учителите и младежи от селото – Станка Маркова, Станчо Василев, Иван Стоянов, Ив. Йотов, Петко Гетов, Лало Станчев, Доко Цветков и др. През 1938 г. читалището закупува радиоапарат – чудо за жителите на селото. През годините читалището променя името си от „Св. Никола“ на „Просвета“ и „Свобода“.